# Change the World (MAN WITH A MISSIONの曲)
「Change the World」（チェンジ・ザ・ワールド）は、MAN WITH A MISSIONの楽曲であり、2020年7月1日にSony Music Records（Sony Music Labels）から12枚目のシングルとして発売された。

## 概要
表題曲の「Change the World」は2020 NHKサッカーテーマソングである。楽曲には布袋寅泰がフィーチャリングゲストとして参加しており、MAN WITH A MISSIONと布袋とのコラボレーションは、2019年5月29日に発売された布袋のアルバム『GUITARHYTHM VI』に収録された「Give It To The Universe（feat. MAN WITH A MISSION）」以来2回目となる。
CDは1形態で、"イイニクヨ"の語呂合わせとなる11294枚限定で発売された。表題曲のミュージック・ビデオが2020年6月26日に公開され、同日には表題曲の先行配信も開始された。
当初は2020年6月17日に発売を予定していたが、新型コロナウイルス「COVID-19」の影響により『Sony Music』がSony Musicグループ各社に所属するアーティストの音楽・映像等パッケージ商品の発売を当面の間延期することを決定したため、同作の発売が同年7月1日に延期となった。
収録曲の両曲とも2020年7月15日に発売されたベストアルバム『MAN WITH A "BEST" MISSION』に収録されており、表題曲は2021年11月24日発売の6thオリジナルアルバム『Break and Cross the Walls I』にも収録されている。カップリング曲は2022年5月25日発売の7thオリジナルアルバム『Break and Cross the Walls II』に収録されている。

## 収録曲
1. Change the World
作詞・作曲：Jean-Ken Johnny
編曲：MAN WITH A MISSION, 中野雅之
2. Rock Kingdom feat.布袋寅泰
作詞：Kamikaze Boy, Jean-Ken Johnny
作曲：Kamikaze Boy
編曲：MAN WITH A MISSION, 布袋寅泰, 中野雅之

## 収録アルバム
オリジナル
- 『Break and Cross the Walls I』（#1）[9]
- 『Break and Cross the Walls II』（#2）[10]

ベスト
- 『MAN WITH A "BEST" MISSION』（#1,2）[8]